# Nemo Cove
Die Nemo Cove ist eine Bucht in der Mitte der Ostküste der dem westantarktischen Grahamland westlich vorgelagerten Pourquoi-Pas-Insel.
Eine erste Vermessung nahmen 1936 Teilnehmer der British Graham Land Expedition (1934–1937) unter der Leitung des australischen Polarforschers John Rymill vor. 1948 folgte eine weitere Vermessung durch den Falkland Islands Dependencies Survey (FIDS). Letzterer benannte die Bucht nach Kapitän Nemo, eine der Hauptfiguren aus dem Roman 20.000 Meilen unter dem Meer von Jules Verne.